# Sergio Alfredo Fenoy

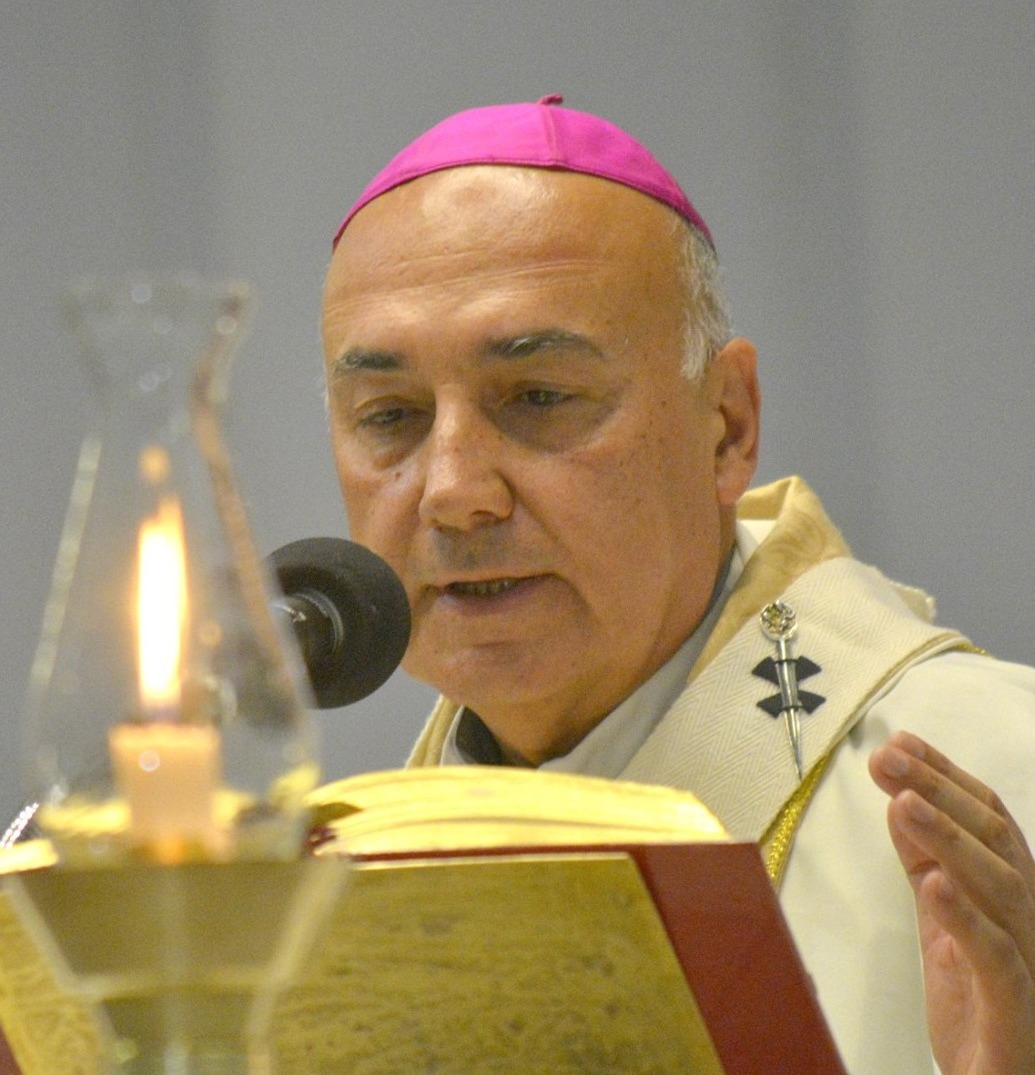
Bischof Sergio Alfredo Fenoy

Wappen von Bischof Sergio Alfredo Fenoy

Sergio Alfredo Fenoy (* 19. Mai 1959 in Rosario, Provinz Santa Fe, Argentinien) ist ein argentinischer Geistlicher und römisch-katholischer Erzbischof von Santa Fe de la Vera Cruz.

## Leben
Sergio Alfredo Fenoy empfing am 2. Dezember 1983 das Sakrament der Priesterweihe.
Am 3. April 1999 ernannte ihn Papst Johannes Paul II. zum Titularbischof von Satafis und bestellte ihn zum Weihbischof in Rosario. Der Erzbischof von Rosario, Eduardo Mirás, spendete ihm am 21. Mai desselben Jahres die Bischofsweihe; Mitkonsekratoren waren der emeritierte Erzbischof von Rosario, Jorge Manuel López, der Bischof von Santa Rosa, Rinaldo Fidel Brédice, und der Bischof von Concordia, Héctor Sabatino Cardelli, sowie der Weihbischof in Rosario, Luis Armando Collazuol.
Am 5. Dezember 2006 ernannte ihn Papst Benedikt XVI. zum Bischof von San Miguel. Papst Franziskus ernannte ihn am 17. April 2018 zum Erzbischof von Santa Fe de la Vera Cruz. Die Amtseinführung fand am 9. Juni desselben Jahres statt.